# Фефер Ісаак Соломонович
І́цик Фе́фер (Ісаа́к Соломо́нович Фе́фер, 10 (23) вересня 1900 — 12 серпня 1952) (їдишем איציק פֿעפֿער) — єврейський поет і радянський громадський діяч. Писав мовою їдиш.

## Біографія
Батько — вчитель, автор віршів, написаних у стилі народної поезії; мати — панчішниця. Отримав домашню освіту під керівництвом батька.
Дванадцятирічним підлітком влаштувався на роботу в друкарню. В 1919 році включився в революційну діяльність, вступив до партії більшовиків. Дебютував у 1919 році у київській газеті «Комуністіше фон» («Комуністичне прапор»), друкувався в газетах «Югнт», «Найе Цайт», «Фолкс-Цайтунг», «Штерн», «Украіне», «Пролетаріше фон» і ін . Став одним з керівників київської літературної групи «Відервукс» («поросль» на ідиші), у видавництві якої в 1922 у вийшла його перша збірка «Шпенер» («тріски» на їдиш).
Схоплений денікінською контррозвідкою, потрапив до київської тюрми, звідки його звільнили озброєні робітники. У роках громадянської війни воював на стороні більшовиків; потім редагував повітову газету.
Редагував літературно-художні журнали на ідиші і брав активну участь у житті письменницьких організацій України і Москви. Був членом президії СЗП УРСР і членом правління СРП СРСР.
З 1922 по 1948 рік написав низку віршів, балад, байок, що ввійшли до збірки його віршів. Був найбільш політизованим серед єврейських поетів. Збірки віршів і поем Фефер головним чином присвячені будівництву соціалізму.
Після початку німецько-радянської війни, у квітні 1942 року, став членом (з 1945 — секретарем) Єврейського антифашистського комітету при Радінформбюро.
З квітня 1942 року — заступник редактора видавалася газети ЄАК «Ейнікайт» («Єднання»). Улітку 1943 року за дорученням радянського керівництва разом з Соломоном Міхоелсом здійснив поїздку по США, Канаді, Мексиці та Англії з метою збору коштів для Червоної Армії.
Тісно співпрацював з органами Народний комісаріат внутрішніх справ, мав конспіративні зустрічі з Л. П. Берією; під час війни був заступником начальника управління контррозвідки НКДБ Л. Ф. Райхмана. Про зв'язки Фефер з органами ГБ Міхоелс і члени президії ЄАК здогадувалися (або знали), але нічого від нього не приховували, вважаючи, що вся діяльність комітету спрямована на благо держави.
Після розгрому ЄАК та арешту (Фефер був арештований одним з перших) він співпрацював зі слідством сподіваючись на особливе до себе ставлення. Тільки в кінці судового процесу, коли обвинувачені не визнали свою провину і розповіли про ті методи, якими велося слідство, Фефер зрозумів, що і йому не дадуть пощади і відмовився від свох свідчень.
Ось що сказав Іцик Фефер: «Слідчий Лихачов казав мені: „Якщо ми вас заарештували, то знайдемо і злочин … Ми з вас виколотим все, що нам потрібно. Так це і виявилося. Я не злочинець, але будучи сильно заляканим, дав на себе й інших вигадані свідчення“».
12 серпня 1952 року Фефер був розстріляний за вироком спеціальної судової колегії у справі ЄАК разом з іншими діячами єврейської культури СРСР.
Реабілітований у 1955 році.